# 太行林蛙
太行林蛙（学名：Rana taihangensis），一种分布于中国北京市、河北省及河南省太行山东南部等地区的两栖动物，隶属于蛙科蛙属。模式产地为河南省辉县市。
本种之前被视为中国林蛙（Rana chensinensis）。研究团队综合形态学和分子生物学技术和方法，通过线粒体序列构建的系统发育树显示，栖息于海河流域，分布于太行山东坡的北京、河北和河南部分地区的中国林蛙种群构成一个独立的进化支系，且这一支与高原林蛙（R. kukunoris）互为姐妹群关系，而与中国林蛙的关系较远，与中国已知林蛙物种均达到种级分化水平，故将分布在这一带的林蛙种群视为一新物种。太行林蛙与近缘种的主要区别在于雄性第Ⅰ指婚垫多数为分散的2团、个别有3团或4团。